# Exocarpos syrticola
Exocarpos syrticola är en sandelträdsväxtart som först beskrevs av Friedrich Anton Wilhelm Miquel, och fick sitt nu gällande namn av Hans Ulrich Stauffer. Exocarpos syrticola ingår i släktet Exocarpos och familjen sandelträdsväxter. Inga underarter finns listade i Catalogue of Life.